# Azusa Downtown (métro de Los Angeles)
Azusa Downtown est une station du métro de Los Angeles desservie par les rames de la ligne A et située à Azusa, dans le comté de Los Angeles en Californie.

## Localisation
Station du métro de Los Angeles située en surface, Azusa Downtown est située sur la ligne A à l'intersection de Azusa Avenue et de Santa Fe Avenue dans la ville d'Azusa au nord-est de Downtown Los Angeles.

## Histoire
Azusa Downtown est mise en service le 5 mars 2016, lors de la deuxième phase d'extension de la ligne L.

## Service

### Desserte
La station est située en plein centre d'Azusa, notamment près de son hôtel de ville.

### Intermodalité
La station dispose d'un stationnement de 200 places et est desservie par les lignes d'autobus 185, 187, 188 et 280 de Foothill Transit (en).

## Architecture et œuvres d'art
L'œuvre d'art, A Passage Through Memory, de l'artiste Jose Antonio Aguirre est constituée de mosaïques de verre colorées qui ornent les piliers des voûtes installées sur les quais. Celle-ci s'inspire de l'architecture historique locale et des traditions culturelles des premiers habitants de la région.